# Yvan Gradis
Pour les autres membres de la famille, voir Famille Gradis.
Yvan Gradis, né en 1958 à Paris, est  écrivain, peintre, et militant antipublicitaire cofondateur de Résistance à l'agression publicitaire (R.A.P.).

## Biographie
Yvan Gradis est né en 1958 à Paris. Il effectue huit années d'études universitaires, notamment en lettres classiques à l'université Paris III et obtient une maîtrise en lettres. Il est ensuite professeur de français puis correcteur de presse, un métier qu'il exerce pour différentes revues dont celles du groupe Hachette et pour l'association Avenir de la langue française.

### Parcours militant
Pionnier de la lutte antipublicitaire en France, son militantisme débute en 1981 durant un séjour à Londres où il se sent submergé par la publicité placardée dans le métro de la ville. Yvan Gradis décrit ce moment comme une « illumination » ou un « déclic », l'omniprésence des messages évoquant en lui le roman de George Orwell, 1984. Il prend la décision à cet instant de rejeter toute publicité, en détournant systématiquement son regard des affiches, puis à partir de 1993 en boycottant successivement la télévision, la radio et les journaux,.
Il rejoint en 1988 l'Association nationale de défense de la télévision (Anadet), tout juste fondée par Jean-Paul Lerat et Robert Heymann ; qu'il quitte en 1992, année où il cofonde Résistance à l’agression publicitaire (R.A.P) avec François Brune et l’écrivain René Macaire.
En 1990, Yvan Gradis lance Le Publiphobe, un bulletin de deux pages qu'il écrit et diffuse lui-même afin de présenter ses réflexions et critiques de la publicité qu'il juge envahissante.
En 1993 il adhère à Paysages de France et se joint plus tard à Casseurs de pub où il officie en tant que correcteur,.
En 2000, Yvan Gradis écrit Vers la légitime réponse, un manifeste dans lequel il aborde l'idée de désobéissance civile sous la forme de « barbouillages » ; c'est-à-dire écrire des slogans ou graffiti antipub directement sur les panneaux publicitaires. Il barbouille une première publicité (pour la SNCF) au début de 2001, rue de Sèvres à Paris. Ses barbouillages lui valent presque une dizaine d'arrestations entre 2001 et 2004, ainsi que plusieurs procès ; notamment à travers le collectif des Déboulonneurs qu'il contribue à créer en 2005,,.
Jugé pour des barbouillages effectués en 2008, Yvan Gradis (avec Arthur Lutz, un autre Déboulonneur) est innocenté pour la première fois à l'issue d'un procès tenu en 2010 ; le juge invoquant la liberté d'expression. À la suite de cette décision de justice (le ministère public fera appel), il appelle la classe politique et en particulier Chantal Jouanno (secrétaire d'État à l'Écologie) à un débat sur la publicité envahissante,.

## Idées
Yvan Gradis reprend la plupart des critiques exprimées durant les années 1960 sur la société de consommation ; critiques dont les discours s'appuient sur la notion de manipulation. À travers ses textes et ses actions, il exprime son rejet de l'omniprésence de la publicité qu'il ressent comme une attaque contre la liberté individuelle et dont personne ne peut échapper. Ainsi, selon lui : « La publicité pollue, agresse, trompe, manipule, aliène, conditionne, braille, pervertit le langage, rend les enfants obèses, tue. Tout cela au nom de la raison d’Argent ».
Pour Yvan Gradis, la lutte contre la publicité, sans renoncer à l'action collective, doit s'inscrire dans une prise de conscience individuelle, être non violente et se répandre entre chaque individu. Ainsi il estime, en évoquant Gandhi, qu'il faut « se transformer soi pour transformer le monde » ; la résistance à la publicité pouvant donc se réaliser dans la routine quotidienne à travers de simples gestes individuels de « légitime défense » (s'opposer aux prospectus dans sa boîte aux lettres, éteindre un panneau publicitaire lumineux, etc.),,.

## Œuvres
Yvan Gradis est également écrivain et diseur de poêmes.
Nouvelles
- Avancez vers le fond (huit nouvelles), Pascal Galodé éditeurs, 2008 (finaliste aux Grands prix de l'humour noir, 2008).
- Beignets de cendres (onze nouvelles), éditions Kirographaires, 2011 (finaliste Grand Prix de l'humour noir, 2012). Clinique du cri a été primée au concours de la nouvelle fantastique de Montrouge, 2011.
- Eux les (27 nouvelles), Prem'édit, 2020.

Romans
- Détruire Notre-Dame (collection Le K), Pascal Galodé éditeurs, 2014[9].
- Geôle à ballons, Librinova, 2022.

Jeux de mots
- Feu au sens (jeux de mots), Les Dossiers d'Aquitaine, 2021.